# Bear Grylls w miejskiej dżungli
Bear Grylls w miejskiej dżungli (oryg. Worst Case Scenario) – program emitowany przez Discovery Channel w roli głównej z Bear Gryllsem. Serial prezentuje techniki przetrwania w sytuacjach kryzysowych, nagłych wypadkach i zagrożeniach życia.
Bear Grylls to brytyjski podróżnik, były komandos, instruktor survivalu a także prezenter telewizyjny znany głównie z programu Szkoła przetrwania. Tym razem wykorzystuje swoją wiedzę oraz doświadczenie prezentując pomocne wskazówki jak reagować i postępować w obliczu niebezpieczeństw, które mogą nas napotkać.
Każdy odcinek składa się zazwyczaj z inscenizacji dwóch różnych zdarzeń.

## Wypadki
- Podczas kręcenia sceny "pożar samochodu" w pierwszym odcinku, operator kamery został mocno pokaleczony w dłoń.
- Na planie zdjęciowym odcinka "w zamrażarce" jeden z techników o mało nie spadł z dużej wysokości, gdy stracił równowagę w wyniku podmuchu z wielkich wentylatorów, które co pewien czas się włączają.

## Odcinki

### Sezon 1
1. Pożar samochodu/Tonąca łódź – (premiera 22 września 2010)
2. Zderzenie ze słupem elektrycznym/Atak psów – (premiera 22 września 2010)
3. Trzęsienie ziemi – (premiera 29 września 2010)
4. Tonący samochód/Spotkanie z grzechotnikiem – (premiera 29 września 2010)
5. Awaria hamulca w samochodzie/Atak fizyczny – (premiera 6 października 2010)
6. W zamrażarce – (premiera 6 października 2010)
7. Awaria na pustyni/Tarantula – (premiera 13 października 2010)
8. Tragedia w windzie/Przerwa w dostawie prądu – (premiera 13 października 2010)
9. Wypadek na górskim rowerze/Bieg po życie – (premiera 20 października 2010)
10. Agresja drogowa/Spanikowany tłum – (premiera 20 października 2010)
11. Wyciek toksycznego gazu/Mężczyzna w ogniu – (premiera 27 października 2010)
12. Włamanie do domu/Zagrożenie terrorystyczne – (premiera 27 października 2010)